# 落合将人
落合 将人（おちあい まさと、1980年8月27日 - ）は、日本のダンサー、振付師、インストラクター(Street dance, KARATECISE)、フォトグラファー。ダンスパフォーマンスユニット「WORLD ORDER」元メンバー。リーダーとして楽曲やLIVEでの振付、演出などを担当。

## 来歴
小学生の頃から空手を始め、中学生の頃には全国大会で準優勝、高校生ではジュニアの部で世界大会に出場し3位入賞を果たす。
大学までに東京大会、関東大会、全日本など様々な大会で優勝、入賞成績を残し、大学卒業と共に現役を引退。
その後、ストリートダンサーに転身。ソロでクラブなどのショーケース出演を機に、仲間と出会いチームを結成。その後ストリートダンスコンテスト、ダンスバトルで優勝、入賞の結果を出し、ダンススクールのインストラクターとしても活動する。
2009年ダンスパフォーマンスグループ「WORLD ORDER」の立ち上げに参加。
2010年、一限レフカメラを手にしたことをきっかけに、カメラの魅力に取り憑かれ、「WORLD ORDER」の活動の傍ら独学で写真を撮り始める。
その後、プロカメラマン加部壮平から教えを受け、本格的な作品撮りに邁進。
2015年、2016年には「WORLD ORDERアート展」として作品展を開催し、これを機にバンプレストから発売された人気アニメ「ONE PIECE」のフィギュア【CREATOR×CREATOR SIR.CROCODILE】のパッケージ撮影をするなどフォトグラファーとしての活動の場も広げている。
2017年7月WORLD ORDERを脱退。
2018年8月空手とエクササイズを合わせた「KARATECISE TOKYO」立ち上げる。

## テレビ出演/振付
- 笑っていいとも!
- 情報プレゼンター とくダネ!
- PON!
- メレンゲの気持ち
- SMAP×SMAP
- Rの法則
- 1番ソングSHOW
- 完コピ!!
- NEWS ZERO
- たましいの授業
- 中居正広の金曜日のスマたちへ
- 火曜曲!
- ちちんぷいぷい
- スッキリ!!
- ZIP!
- 行列のできる法律相談所
- みんなDEどーもくん!
- アメージング・レース26
- しまじろうのわお!
- 全力教室

## CM出演/振付
- アシアナ航空株式会社
- 洋服の青山
- 株式会社マクロミル
- シャープ株式会社
- 住友商事株式会社
- 社団法人日本旅行業協会（Japan Association of Travel Agents）
- TOYOTA Motor Asia Pacific
- DyDo Drinco Ru
- GMOクリック証券UK
- 日本コカ・コーラ「リアルゴールド ワークス」